# Silene
Silene es un género de plantas fanerógamas de la  familia Caryophyllaceae. Es sinónimo con el género Lychnis, entre muchos otros.

## Descripción
Las Silene son plantas de hojas opuestas, glabras o pubescentes. 
Las  flores están en manojos. El cáliz es tubular que lleva de 10 a 30 nervaduras y se termina en 5 dientes los 5 pétalos son bilobulados o sutilmente divididos en correas. hay 10 estambres, y 3 (a veces 5) estilos. 
Varias especies tienen o pueden tener flores unisexuales (en particular, Silene dioica y Silene latifolia). En este caso el cáliz de las flores femeninas generalmente es más hinchado que el de las flores masculinas. La fruta es una cápsula a 5 compartimentos.
La Silene dioica y la Silene latifolia son muy corrientes como plantas silvestres por toda Europa y en otras zonas..
Se hibridan fácilmente para producir individuos con flores de un color rosa más pálido. La Silene musgo es común en el parte septentrional del ártico.

## Ecología
Las especies de Silene son la base de alimentación de las  larvas de algunas especies de Lepidoptera.

## Taxonomía
El género fue descrito por Carlos Linneo y publicado en Species Plantarum 1: 416–421. 1753. La especie tipo es: Silene anglica L. 
Etimología
El nombre del género está ciertamente vinculado al personaje de Sileno (en griego Σειληνός; en latín Sīlēnus), padre adoptivo y preceptor de Dionisos, siempre representado con vientre hinchado similar a los cálices de numerosas especies, por ejemplo Silene vulgaris o Silene conica. Aunque también se ha evocado (Teofrasto via Lobelius y luego  Linneo)  un posible origen a partir del Griego σίαλoν, ου, "saliva, moco, baba", aludiendo a la viscosidad de ciertas especies, o bien σίαλος, oν, "gordo", que sería lo mismo que la primera interpretación, o sea, inflado/hinchado.
Nombre común:

- Castellano: Colleja, Silene.

En España, Silene uniflora thorei, está considera planta extinguida, por Resolución de 1 de agosto de 2018, de la Secretaría de Estado de Medio Ambiente, por la que se publica el Acuerdo de la Conferencia Sectorial de Medio Ambiente en relación con el Listado de especies extinguidas en todo el medio natural español. BOE N.º 195, lunes 13 de agosto de 2018.

## Regeneración
Científicos de la Academia de Ciencias de Rusia han cultivado especímenes de Silene stenophylla a partir del placenta de frutas conservadas durante 32.000 años en el permafrost de Siberia. Se trata de la planta más antigua devuelta a la vida.

## Especies de Silene
Especies de Europa :

- Silene acaulis (L.) Jacq.
  - Silene acaulis subsp. acaulis ( Carici-Kobresietea: 44 )
  - Silene acaulis subsp. exscapa (All.) Killias ( Caricetea curvulae: 46 )
- Silene acutifolia Link ex Rohrb. ( Saxifragion willkommianae: 27.9 )
- Silene alba (Mill.) E.H.L.Krause
- Silene almolae J.Gay in Coss. ( Brachypodion distachyi: 50.13 )
- Silene alpestris Jacq.
- Silene andryalifolia Pomel ( Campanulion mollis: 27.14 )
- Silene apetala Willd.
- Silene armeria L.
- Silene baccifera Roth
- Silene badaroi Breistr.
- Silene behen L. - cascabelillo de Canarias[3]
- Silene bellidifolia Juss. ex Jacq.
- Silene berthelotiana Webb ( Greenovio-Aeonietea: 31 )
- Silene borderei Jord. ( Saxifragion mediae: 27.1 )
- Silene boryi Boiss.
  - Silene boryi subsp. boryi ( Nevadension purpureae: 49.1 )
  - Silene boryi subsp. barduliensis Romo ( Asplenio-Saxifragion cuneatae: 27.4 )
  - Silene boryi subsp. penyalarensis (Pau) Rivas Mart. ( Saxifragion willkommianae: 27.9 )
  - Silene boryi subsp. tejedensis (Boiss.) Rivas Mart. ( Platycapno-Iberidion lagascanae: 33.2 )
- Silene cambessedesii Boiss. & Reut. ( Alkanno-Maresion nanae: 50.7 )
- Silene campanula Pers.
- Silene capensis Otth
- Silene catholica (L.) W.T.Aiton
- Silene cattariniana Ferrarini & Cecchi
- Silene chalcedonica (L.) E.H.L.Krause
- Silene ciliata Pourr.
  - Silene ciliata subsp. ciliata ( Festucion airoidis: 46.1 )
  - Silene ciliata subsp. arvatica (Lag.) Rivas Mart. ex Greuter, Burdet & Long ( Armerion cantabricae: 45.3 )
  - Silene ciliata subsp. elegans (Link ex Brot.) Rivas Mart. ( Festucetalia indigestae: 49a )
- Silene cinerea Desf.
- Silene coelirosa (L.) Godr. - rosa del cielo[3]
- Silene colorata Poir. ( Tuberarietea guttatae: 50 )
- Silene colpophylla Wrigley
- Silene conica L. ( Tuberarietea guttatae: 50 )
- Silene conoidea L. ( Roemerion hybridae: 39.2 )
- Silene cordifolia All.
- Silene coronaria (L.) Clairv.
- Silene coutinhoi Rothm. & P.Silva ( Linarion triornithophorae: 43.4 )
- Silene crassipes Fenzl
- Silene cretica L.
- Silene cserei Baumg.
- Silene diclinis (Lag.) M. Laínz ( Brachypodion phoenicoidis: 51.3 )
- Silene dichotoma Ehrh.
- Silene dioica (L.) Clairv. ( Galio-Alliarion petiolatae: 40.2 )
  - Silene dioica var. dioica
  - Silene dioica var. serpentinicola
  - Silene dioica var. smithii
- Silene disticha Willd.
- Silene diversifolia Otth
- Silene fernandezii Jeanm. ( Andryalo-Crambion filiformis: 32.1 )
- Silene flos-cuculi (L.) Clairv.
- Silene flos-jovis (L.) Greuter & Burdet - flor de Júpiter[3]
- Silene foetida Link 
  - Silene foetida subsp. foetida ( Linario-Senecionion carpetani: 33.8 )
  - Silene foetida subsp. gayana Talavera ( Linario-Senecionion carpetani: 33.8 )
- Silene fuscata Link ( Echio-Galactition tomentosae: 39.10 )
- Silene gaditana Talavera & Bocquet ( Hymenocarpo-Malcolmion trilobae: 50.6 )
- Silene gallica L. ( Thero-Brometalia: 39e )
  - Silene gallica var. anglica
  - Silene gallica var. gallica
  - Silene gallica var. quinquevulnera
- Silene gazulensis A. Galán, J.E. Cortés, J.A.Vicente & R.Morales ( Campanulion mollis: 27.14 )
- Silene germana J.Gay in Coss. ( Omphalodion commutatae: 50.12 )
- Silene gracilis DC. ( Hymenocarpo-Malcolmion trilobae: 50.6 )
- Silene graminea Vis. ex Rchb.
- Silene hifacensis Rouy ex Willk. ( Teucrion buxifolii: 27.12 )
- Silene inaperta L. 
  - Silene inaperta subsp inaperta ( Andryaletalia ragusinae: 33d )
  - Silene inaperta subsp. serpentinicola Talavera ( Omphalodion commutatae: 50.12 )
- Silene italica (L.) Pers.
  - Silene italica var. pogonocalyx Svent. ( Greenovion aureae: 31.3 )
- Silene laeta (Aiton) Godr. ( Juncion acutiflori: 59.3 )
- Silene latifolia Poir. ( Trifolio-Geranietea: 43 )
- Silene legionensis Lag. ( Hieracio-Plantaginion radicatae: 49.5 )
- Silene linicola C.C.Gmel.
- Silene littorea Brot.
  - Silene littorea subsp. littorea ( Linarion pedunculatae: 50.8 )
  - Silene littorea subsp. ascendens (Lag.) Rivas Goday ex Rivas Mart. ( Stipion capensis: 50.10 )
- Silene longicaulis Pourr. ex Lag. ( Linario-Vulpion alopecuroris: 39.11 )
- Silene longicilia (Brot.) Otth in DC. ( Calendulo-Antirrhinion linkiani: 32.5 )
- Silene lydia Boiss.
- Silene mariana Pau ( Tuberarion guttatae: 50.1 )
- Silene maritima
- Silene marizii Samp. ( Rumici-Dianthion lusitani: 32.3 )
- Silene mellifera Boiss. & Reut.
  - Silene mellifera subsp. mellifera ( Origanion virentis: 43.5 )
  - Silene mellifera subsp. nevadensis (Boiss.) Breistr. ( Sideritido-Arenarion microphyllae: 52.7 )
- Silene micropetala Lag. ( Malcolmietalia: 50b )
- Silene mollissima (L.) Pers. ( Brassico-Helichrysion rupestris: 27.13 )
- Silene montserratii (Fern.Casas) Mayol & Rosselló
- Silene multicaulis Guss.
- Silene multifida Edgew.
- Silene muscipula L. ( Centaureetalia cyani: 39a ) - pegamoscas[3]
- Silene neglecta Ten.
- Silene nemoralis Waldst. & Kit. ( Trifolio-Geranietea: 43 )
- Silene nicaensis All. ( Cutandietalia maritimae: 50d )
- Silene noctiflora L.
- Silene nocturna L.
- Silene nodulosa Viv.
- Silene nutans L. ( Trifolio-Geranietea: 43 )
  - Silene nutans var. infracta
  - Silene nutans var. nutans
- Silene obtusifolia Willd. ( Crithmo-Daucion halophili: 19.3 )
- Silene oropediorum Coss. ex Batt. ( Brachypodietalia distachyi: 50c )
- Silene otites (L.) Wibel
- Silene paradoxa L.
- Silene pendula L.
- Silene petrarchae Ferrarini & Cecchi
- Silene pichiana Ferrarini & Cecchi
- Silene portensis L. ( Tuberarietalia guttatae: 50a )
- Silene pratensis Godr. in Gren.
- Silene psammitis Link ex Spreng. subsp. psammitis ( Tuberarietalia guttatae: 50a ) 
  - Silene psammitis subsp. lasiostyla (Boiss.) Rivas Goday ( Omphalodion commutatae: 50.12 )
- Silene pusilla Waldst. & Kit.
- Silene ramosissima Desf. ( Cutandietalia maritimae: 50d )
- Silene requienii Otth
- Silene rothmaleri P.Silva ( Astragalion tragacanthae: 19.5 )
- Silene rubella L. ( Centaureetalia cyani: 39a )
- Silene rupestris L. ( Sedo-Scleranthetalia: 55a )
- Silene saxifraga L. ( Potentilletalia caulescentis: 27a )
- Silene scabriflora Brot. 
  - Silene scabriflora subsp. scabriflora ( Tuberarietalia guttatae: 50a )
  - Silene scabriflora subsp. megacalycina Talavera ( Thero-Airion: 50.2 )
  - Silene scabriflora subsp. tuberculata (Ball) Talavera ( Echio-Galactition tomentosae: 39.10 )
- Silene schafta C.C.Gmel. ex Hohen.
- Silene sclerocarpa Dufour ( Malcolmietalia: 50b )
- Silene sedoides Poir. ( Frankenion pulverulentae: 22.2 )
- Silene segetalis Dufour ( Roemerion hybridae: 39.2 )
- Silene sericea All.
  - Silene sericea var. balearica Willk. ( Alkanno-Maresion nanae: 50.7 )
- Silene stenophylla Ledeb.
- Silene stockenii Chater ( Hymenocarpo-Malcolmion trilobae: 50.6 )
- Silene stricta L. ( Ridolfion segetum: 39.3 )
- Silene subconica Friv.
- Silene succulenta Forssk.
- Silene suecica (Lodd.) Greuter & Burdet
- Silene tomentosa Otth en DC. ( Campanulion mollis: 27.14 )
- Silene tridentata Desf. ( Thero-Brometalia: 39e )
- Silene uniflora Roth ( Crithmo-Armerion maritimae: 20.6 )
- Silene vallesia L.
- Silene velutina Pourr. ex Loisel.
- Silene viridiflora L.
- Silene viscaria (L.) Borkh.
- Silene vulgaris (Moench) Garcke
  - Silene vulgaris subsp. angustifolia
  - Silene vulgaris subsp. commutata
  - Silene vulgaris subsp. glareosa (Jord.) Marsden-Jones & Turrill ( Thlaspietea rotundifolii: 33 )
  - Silene vulgaris subsp. prostrata (Gaudin) Schinz & Thell. ( Thlaspietalia rotundifolii: 33a )
  - Silene vulgaris subsp. vulgaris
    - Silene vulgaris var. litoralis
    - Silene vulgaris var. vulgaris
- Silene wahlbergella
- Silene xmontistellensis Ladero, Rivas Mart., A.Amor, M.T.Santos & M.T.Alonso (S. acutifolia × S. foetida subsp. foetida) ( Rumici-Dianthion lusitani: 32.3 )

Especies de Norteamérica :

- Silene alexandri Hillebr
- Silene antirrhina L.
- Silene aperta Greene
- Silene bernardina S.Wats.
- Silene bridgesii Rohrb.
- Silene californica Dur.
- Silene campanulata S. Wats.
- Silene caroliniana Walt.
- Silene clokeyi C.L.Hitchc. & Maguire
- Silene cryptopetala Hillebr
- Silene degeneri Sherff
- Silene douglasii Hook.
- Silene drummondii Hook.
- Silene grayi S.Wats.
- Silene hookeri Nutt.
- Silene involucra (Cham. & Schlecht.) Bocquet
- Silene kingii (S.Wats.) Bocquet
- Silene laciniata Cav.
- Silene lanceolata Gray
- Silene lemmonii S.Wats.
- Silene macrosperma (Porsild) Hultén
- Silene marmorensis Kruckeberg
- Silene menziesii Hook.
- Silene multinerva S.Wats.
- Silene nachlingerae Tiehm
- Silene nivea (Nutt.) Muhl ex Otth
- Silene nuda
- Silene occidentalis
- Silene oregana
- Silene ovata
- Silene parishii
- Silene parryi
- Silene perlmanii
- Silene petersonii
- Silene plankii
- Silene polypetala
- Silene rectiramea
- Silene regia
- Silene repens
- Silene rotundifolia
- Silene sargentii
- Silene scaposa
- Silene scouleri
- Silene seelyi
- Silene sorensenis
- Silene spaldingii
- Silene stellata
- Silene subciliata
- Silene suksdorfii
- Silene taimyrensis
- Silene tayloriae
- Silene thurberi
- Silene uralensis
- Silene verecunda
- Silene virginica
- Silene vulgaris
- Silene wrightii

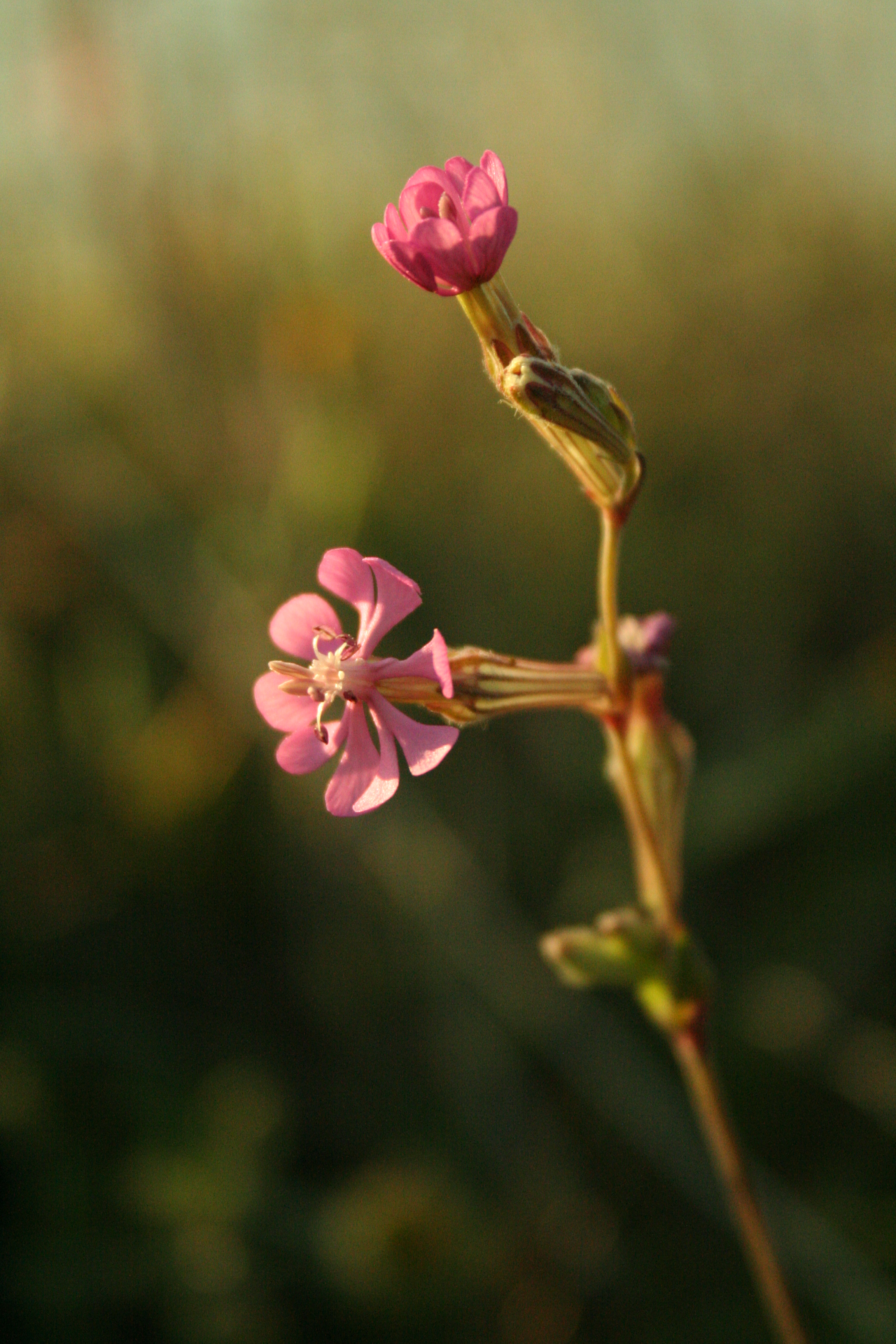
Silene colorata
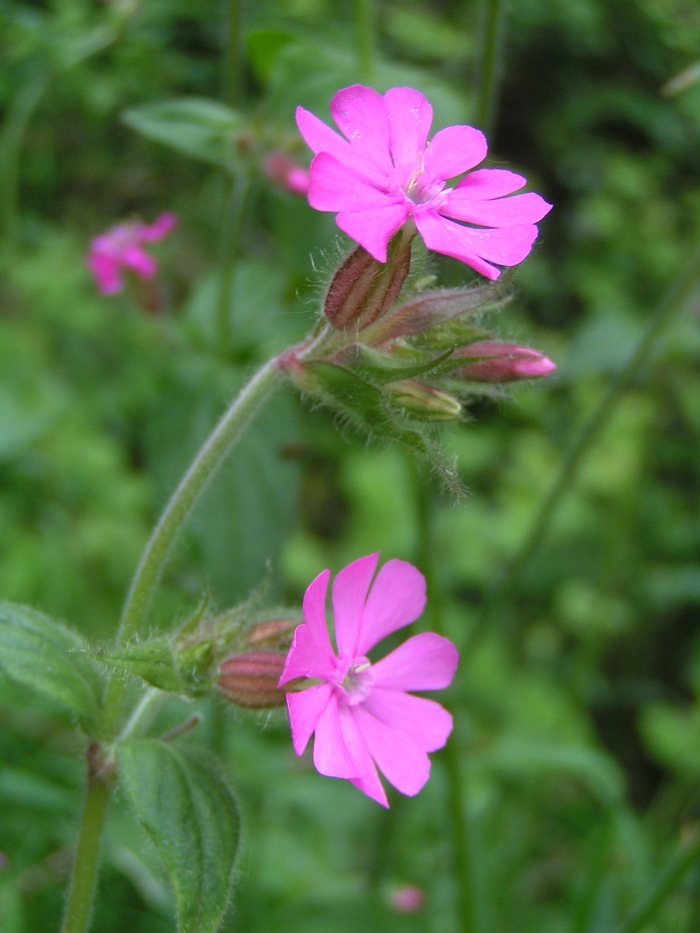
Silene dioica
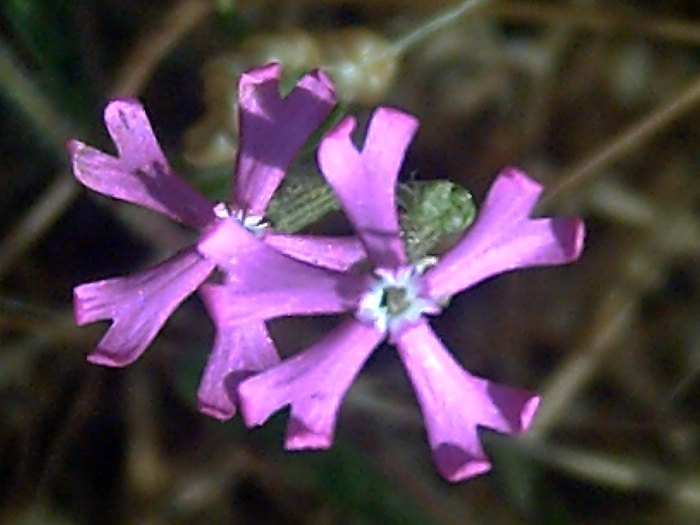
Silene mariana
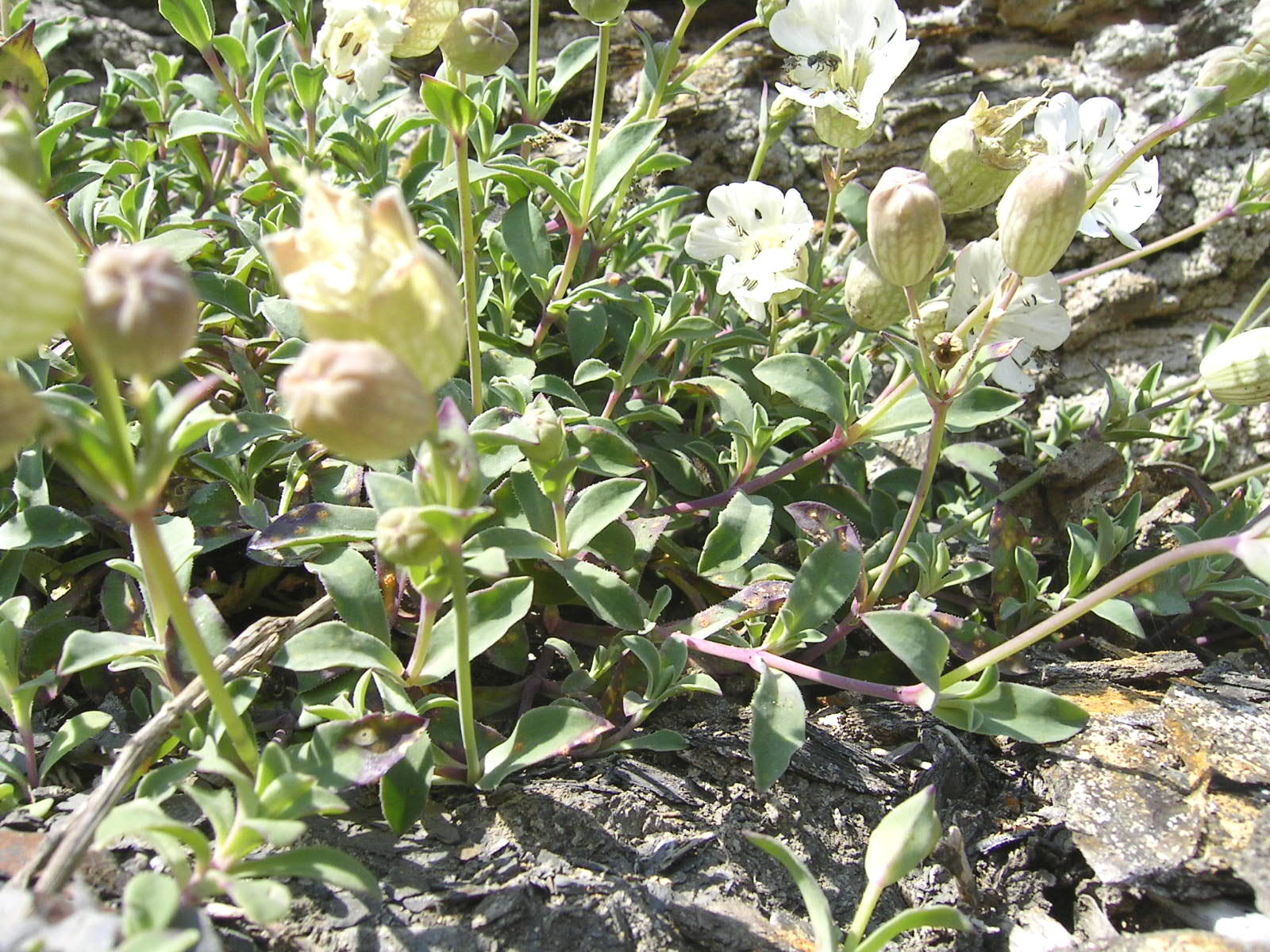
Silene maritima
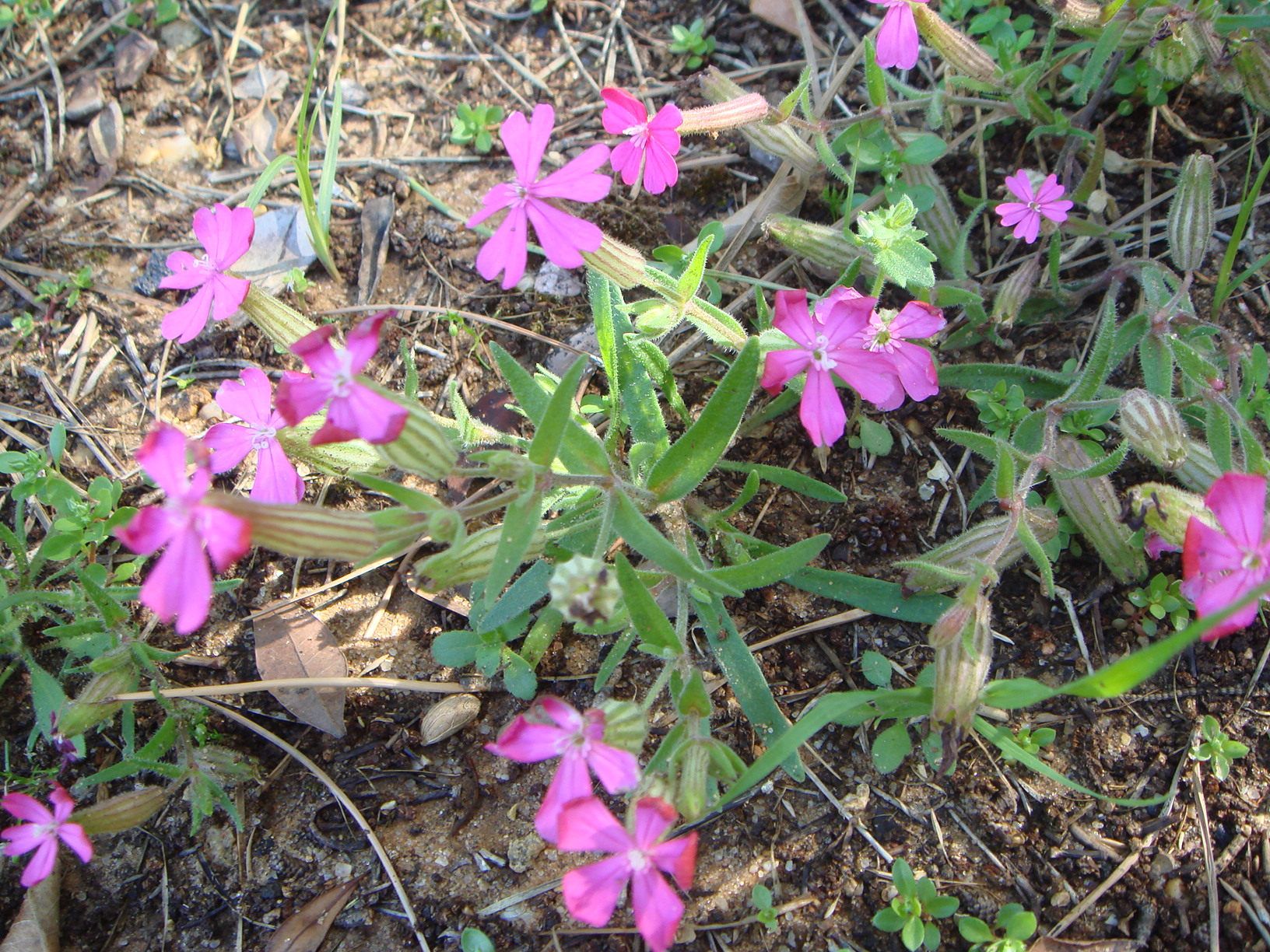
Silene stockenii